# Dana Glover
Dana Glover (Rocky Mount - Estados Unidos, 14 de outubro de 1974) é uma cantora e compositora norte-americana de música pop.

## Discografia

### Álbuns
| Álbum | Dados                                                                                  | Singles                                     |
| ----- | -------------------------------------------------------------------------------------- | ------------------------------------------- |
|       | Testimony - Lançamento: 15 de outubro de 2002 - Peak Chart Positions - #41 Heatseekers | Singles lançados - "Thinking Over" - "Rain" |

### Singles
| Ano  | Single                     | Álbum            | AC | AC Top 40 | UK Singles Chart |
| ---- | -------------------------- | ---------------- | -- | --------- | ---------------- |
| 2002 | "Thinking Over"            | Testimony        | 17 | 22        | 38               |
| 2003 | "Rain"                     | Testimony        | -  | 30        | -                |
| 2003 | "It Is You (I Have Loved)" | Shrek Soundtrack | -  | -         | -                |